# Paul Croix
Paul Croix (30 de marzo de 1924, Savigneux, Loira – 7 de agosto de 1999, Annonay Ardèche) fue un horticultor y rosalista francés. 

## Biografía
Paul Croix nació en un vivero en la familia Savigneux cerca de Montbrison en 1924. Fue hijo de François Croix quien, instalado en los Monts du Forez, estaba especializado en el cultivo de frutales y el comercio de granos. Crea una «huerta de estudio» para la enseñanza tanto de los profesionales como a los aficionados que se interesan en el cultivo de las rosas.  
La convicción de este joven en la elección de la profesión a seguir se expresa a partir de su décimo cumpleaños. A los 14 años, se interesó en la fertilización de las rosas y entró en la escuela de horticultura Ecully, cerca de Lyon con la esperanza de continuar más tarde en Versalles. 
Por desgracia, la Segunda Guerra Mundial modifica profundamente sus proyectos. Hasta 1951 se ocupa en el negocio familiar de su padre. 
En 1955 se casó con Jeanne Marc, la hija de Jean Marc, ingeniero hortícola de parques y jardines de Saint-Étienne entre los años 1930 a 1955, y donde un parque lo honra con su  nombre.
En 1956 adquiere el antiguo vivero de Adrien Sénéclauze en Bourg-Argental, trasladando su residencia a esta localidad. 
El año de su instalación marcará un inicio triunfal como obtentor de rosas con la creación de la rosa «Astrea» con la que ganará el título de "más hermosa rosa en Francia".
En 1957 sus rosas adornan los salones del Palacio del Elíseo. En los años 60, la rosa "Aventure" parte a la conquista de los jardines americanos y proporciona su 2000ª protección de las patentes de creador de plantas en Washington. Pronto Paul Croix será conocido en todo el mundo por sus creaciones y los precios obtenidos. 
Desarrolló más de 200 variedades de rosas estando considerado como un gran rosalista francés. Este "escultor de sueños" dejará su huella en cada una de sus creaciones para el gran deleite de los aficionados.
Paul Croix transmitió esta pasión de la familia a su hija Dominique quien le sucedió como jefe del Vivero y rosaleda Paul Croix y prosigue la investigación en un Jardín Estudio en Provenza.